# Ubiquiline 2
L' Ubiquiline 2 est une protéine encodée chez l'être humain par le gène UBQLN2,

## Fonction
Cette protéine de la famille des  ubiquitines partage un haut degré de similitude avec des protéines apparentées chez la levure, le rat et la grenouille. L'ubiquiline contient un domaine N-terminal semblable à celui de l'ubiquitine et un domaine C-terminal associé à l'ubiquitine. Les deux protéines sont physiquement liées à la fois avec des protéasomes et avec des ubiquitine-ligases, et  sont ainsi supposées lier fonctionnellement la machinerie d'ubiquitination au protéasome pour réaliser in vivo la dégradation des protéines. Il a été aussi démontré que l'ubiquiline lie le domaine ATPase de la protéine Hsp70-like STCH.

## Rôle en clinique
Dans une faible proportion de SLA familiales (fALS), on trouve une mutation du gène UBQLN2, qui aboutit à une enzyme ubiquiline 2 non fonctionnelle. Ceci provoque  l'accumulation de protéines ubiquitinées dans les motoneurones spinaux et cortico-spinaux, normalement dégradées par l'ubiquiline 2. La même accumulation a lieu chez des patients n'ayant pas la mutation du gène UBQLN2, mais des mutations d'autres gènes comme TDP-43 et C9ORF72.

## Interactions
UBQLN2  interagit avec les protéines HERPUD1 et UBE3A.